# Pestalozzi-Denkmal

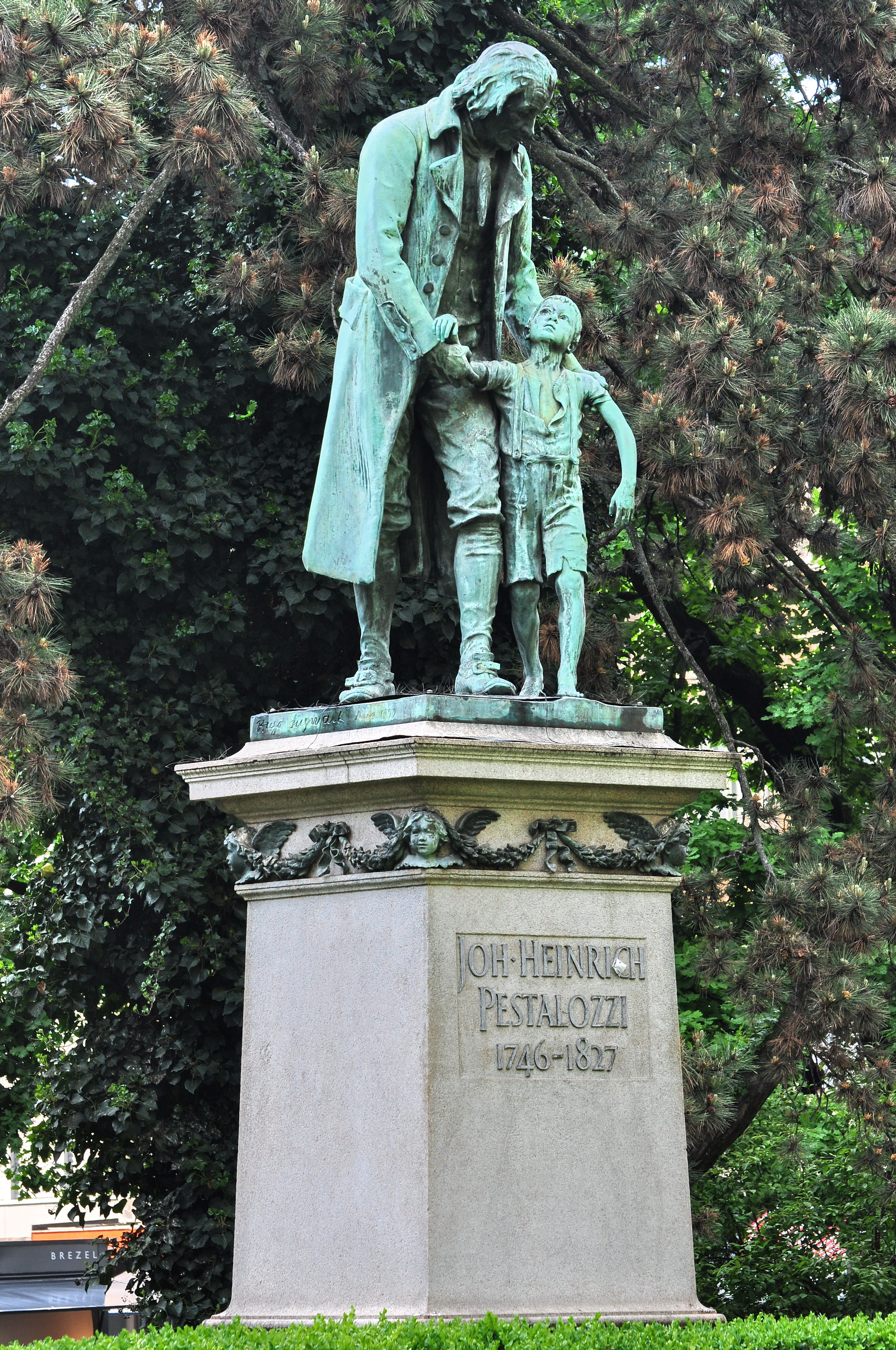
Das Pestalozzi-Denkmal im Jahr 2011

Das Pestalozzi-Denkmal ist ein 1899 eingeweihtes Personendenkmal auf der Pestalozzi-Anlage an der Bahnhofstrasse in Zürich. Es ist dem Gedenken an den in Zürich geborenen und aufgewachsenen Pädagogen Johann Heinrich Pestalozzi (1746–1827) gewidmet. Die Bronzestatue ist ein Werk von Hugo Siegwart.

## Geschichte
Pestalozzi wurde in Zürich geboren und wuchs hier auf. Nachdem er das Studium am Collegium Carolinum mit 21 Jahren abgebrochen hatte, verliess er seine Geburtsstadt und kehrte nie mehr dauerhaft zurück. Die wichtigsten Stätten seines pädagogischen Wirkens waren Birr im heutigen Kanton Aargau und Yverdon im heutigen Kanton Waadt. Er starb 1827 in Brugg und wurde in Birr begraben. Zu seinem 100. Geburtstag wurde sein Sarg beim Schulhaus Birr neu beigesetzt und ein Denkmal mit Büste errichtet. 1890 wurde in Yverdon ein von Karl Alfred Lanz gestaltetes Denkmal erbaut.
Die Stadt Zürich hatte zwar 1875 das Pestalozzianum (zu Beginn ein Schulmuseum mit einer Dauerausstellung zu Pestalozzi, später eine Stiftung zur Förderung der Lehreraus- und ‑weiterbildung) ins Leben gerufen. Im damals noch eigenständigen Hottingen wurde 1876 eine Strasse nach Pestalozzi benannt. Ein klassisches Denkmal fehlte in Zürich – und das in einer Zeit eigentlicher Gedenkmanie. Ende des 19. Jahrhunderts entstanden in der Schweiz so viele Denkmäler wie nie. Allein in der Stadt Zürich hatte man in dieser Zeit Ignaz Heim (Ignaz-Heim-Denkmal 1883), Johannes Hadlaub (Hadlaub-Denkmal 1884), Huldrych Zwingli (Zwingli-Denkmal 1885), Oswald Heer (Oswald-Heer-Denkmal 1887), Alfred Escher (Alfred-Escher-Brunnen 1889) und Wilhelm Baumgartner (Wilhelm-Baumgartner-Denkmal 1891) ein Denkmal gewidmet, in Winterthur war 1895 das Jonas-Furrer-Denkmal eingeweiht worden. Zur selben Zeit projektierte Lausanne ein Denkmal für Major Davel.

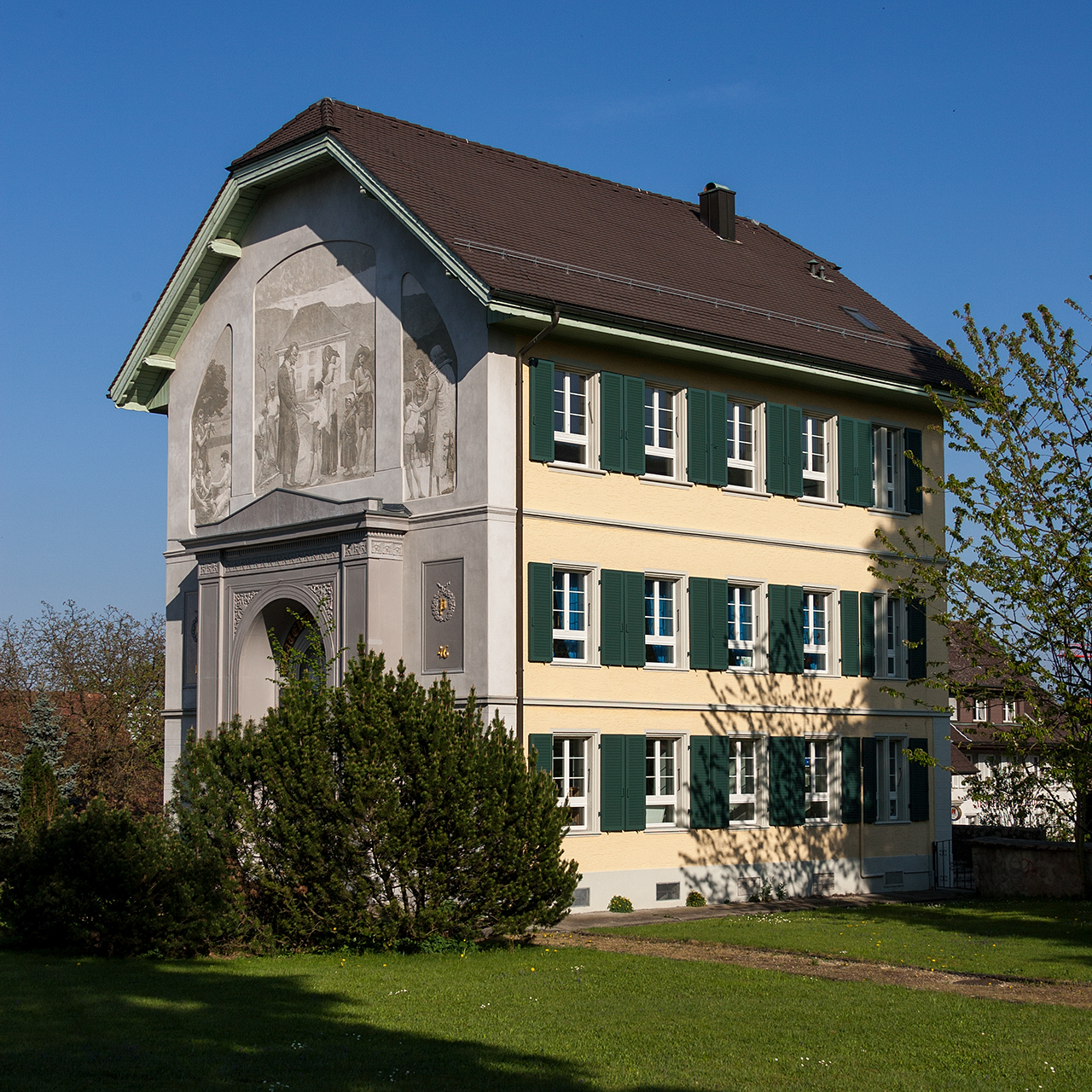
Pestalozzi-Denkmal in Birr AG
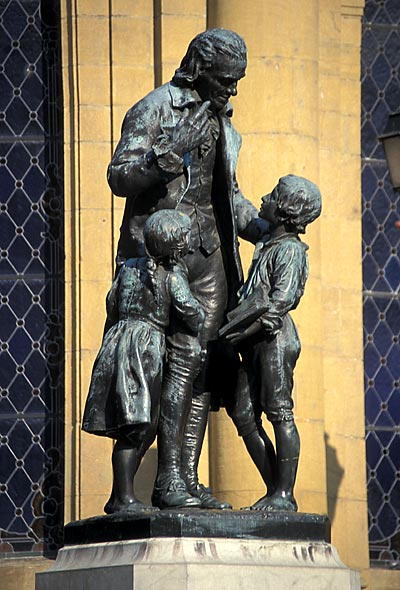
Statue des Pestalozzi-Denkmals in Yverdon-les-Bains

### Projektierung
Anlässlich von Pestalozzis 150. Geburtstag am 12. Januar 1896 sollte sich dies ändern. Am 13. Dezember 1895 konstituierte sich im Zunfthaus zur Waag ein aus 40 Männern aus dem Kanton Zürich bestehendes Aktionskomitee, das die «Ehrenschuld» gegenüber Pestalozzi endlich begleichen wollte und ihm ein Denkmal in «seine[r] engere[n], zürcherische[n] Heimat» errichten, also das tun wollte, «was das kleine Yverdon längst getan». Initiant war der Industrielle und Philanthrop Caspar Appenzeller, der der Zürcher Pestalozzi-Stiftung vorstand. Er wurde Präsident des Komitees. Vizepräsident wurde der Journalist Walter Bissegger, Aktuar der Lehrer Friedrich Fritschi. Ab dem 6. Januar 1896 veröffentlichte das Komitee schweizweit einen Spendenaufruf. Die Idee gefiel nicht allen; so äusserte sich ein Anonymus in der Zürcherischen Freitagszeitung, man sollte mit dem Spendengeld lieber ein Heim in Pestalozzis Namen errichten, denn «Vater Pestalozzi selbst hätte nie zugegeben, dass man ihm zu Ehren Fr. 80–100,000 zwecklos vergraben, ja nutzlos machen sollte; nein: Aufnehmen, Geben und Helfen war seine Liebesfahne».
Im Mai 1896 waren bereits 29'094 Franken eingegangen. Das Komitee beschloss, das Denkmal auf dem Linth-Escher-Platz beim dortigen Schulhaus zu errichten, und betraute eine künstlerische Expertenkommission, bestehend aus dem Stadtbaumeister Arnold Geiser, dem Stadtpräsidenten und Nationalrat Hans Konrad Pestalozzi, dem Architekten Alfred Friedrich Bluntschli und dem Kunsthistoriker Johann Rudolf Rahn, damit, ein Gutachten über Ausführung und Kosten zu erstellen.
Im November 1896 waren 33'559 Franken gesammelt. Am 16. November tagte die Kommission abermals. Die Expertenkommission befand, das Denkmal müsse eher schlicht sein, Prunk sei zu vermeiden und die Statue Pestalozzis dürfe maximal eineinhalbmal Lebensgrösse haben. Als Material schlug sie Bronze vor, weil Marmor «in unserm Klima und der kohlendunstreichen Luft» schnell verderbe. Die Kosten setzte sie auf 70'000 Franken an: 65'000 Franken für die Erstellung und 5'000 Franken für weitere Ausgaben. In zwei Fragen war man sich uneins. Erstens gab es in Anbetracht des hohen Zeitaufwands, der ungewissen Erfolgsaussichten und der zu gewärtigenden Einschränkungen grosse Bedenken gegen einen Antrag auf Bundessubventionen. Zweitens blieb unklar, ob man nur drei bis vier selbst ausgewählte Künstler um Entwürfe für das Denkmal bitten oder einen offenen Wettbewerb ausschreiben sollte, um auch weniger bekannten Bildhauern eine Chance zu geben.
Im Februar 1897 war die Spendensumme auf 47'951.45 Franken angewachsen. Davon stammten rund drei Viertel aus der Stadt Zürich. Aus anderen Schweizer Kantonen waren 913 Franken eingegangen. Einen beträchtlichen Betrag von 2243.95 Franken hatten Auslandschweizer gespendet. Das Komitee beschloss, den Wettbewerb öffentlich abzuhalten. Arnold Geiser begründete dies mit der Konkurrenz zum Denkmal in Yverdon:

«In dem Pestalozzibilde in Yverdon hat dessen Ersteller Lanz eine so künstlerische Lösung erreicht, dass es schwer sein wird, etwas Vollkommeneres und doch Eigenartiges zu schaffen[,] und schon aus diesem Grunde ist eine allgemeine und möglichst zahlreiche Beteiligung der Künstler wünschbar, damit eine erhebliche Auswahl vorliegt.»

Ferner wurden die Nationalräte Johann Jakob Abegg und Hans Konrad Pestalozzi damit beauftragt, in der Märzsession der Bundesversammlung um Subventionen zu bitten.

### Wettbewerb

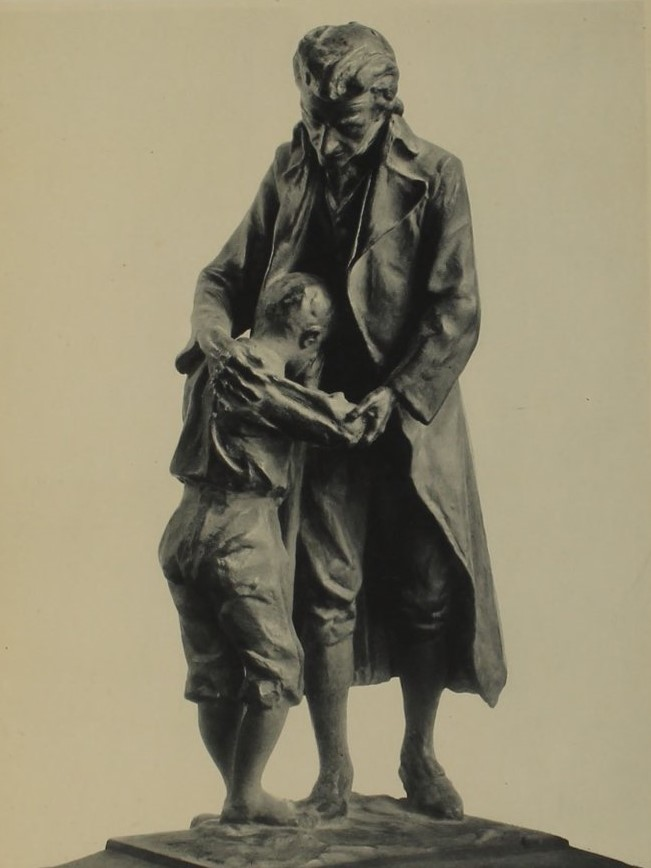
Luigi Vassallis abgelehnter Entwurf für das Pestalozzi-Denkmal, 1897, Museo d’arte della Svizzera italiana

Im Mai 1897 wurde der Wettbewerb ausgeschrieben. 18 Entwürfe gingen ein, die ab dem 15. November während zehn Tagen im Helmhaus ausgestellt wurden. In der Jury sassen Geiser und Bluntschli für die künstlerische Spezialkommission, ferner die renommierten Bildhauer Albert Bartholomé, Fritz Ulysse Landry, Rudolf Maison und ein Professor Volz aus Karlsruhe. Ende Monat vergab die Jury ex aequo zwei erste Preise à 2000 Franken für die Entwürfe «Pestalozzi sagte einst» von Giuseppe Chiattone und «Pestalozzi» von Hugo Siegwart. Den dritten Platz mit einem Preisgeld von 1000 Franken belegte Luigi Vassalli mit seinem Projekt «Alles für andere, für sich nichts». Auch Jakob August Heer hatte einen Entwurf eingesandt.
Nach Begutachten weiterer Entwürfe in grösserem Format entschied sich die Jury schliesslich einstimmig für Siegwarts Projekt, und das Komitee folgte diesem Entscheid. Chiattones Entwurf sah eine Vielfigurenkomposition vor: Pestalozzi umfasste einen Knaben mit einem Buch in der Hand und blickte auf ein Mädchen nieder, das von seiner am Boden sitzenden Mutter umarmt wurde. Der Jury war das zu religiös, ausserdem empfand sie das vermittelte Familienbild als unzeitgemäss.

### Erstellung
Die Einweihung war auf Oktober 1899 angesetzt, was verschiedene Gründe hatte. Einerseits stand das Jahr 1898 ganz im Zeichen der Eröffnung des Landesmuseums, und die Feierlichkeiten zur Enthüllung des Monuments wären in dieser Zeit leicht zur Randnotiz herabgesunken. Ausserdem verzögerte sich die Ausführung, wie vorausgesehen, wegen der Bearbeitung des Antrags auf Bundessubventionen. Der Bund steuerte schliesslich 16'000 Franken bei. Die Stadt Zürich übernahm die Kosten für das Fundament und leistete weitere 5000 Franken. Der Kanton Zürich bezahlte 3000 Franken.
Hugo Siegwart hatte das Denkmal bis am 1. Oktober 1899 auszuführen. Sein Entwurf wurde mehrmals abgeändert. Zuerst war geplant, Pestalozzi mit einem Kleinkind in den Armen darzustellen, was die Kommission letzten Endes als zu feminin empfand. Auch Siegwarts Vorschlag einer Felsgruppe mit Bänken und Bassin als Postament wurde radikal reduziert. Im Mai 1899 übergab Siegwart das fertige Modell, das dann gegossen wurde. Anfang Oktober stand das Postament bereits auf dem Platz.

### Einweihung

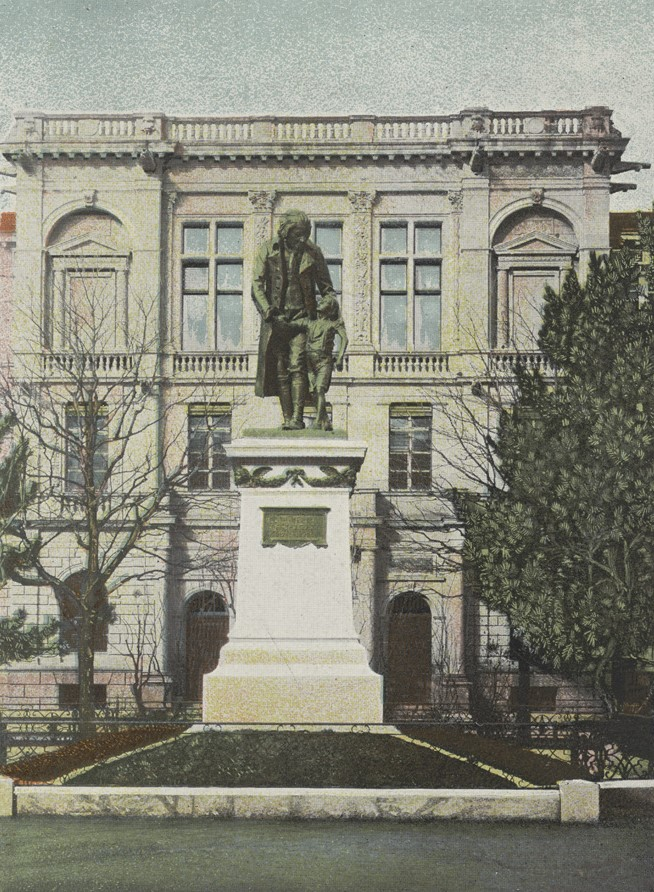
Das Pestalozzi-Denkmal zur Zeit seiner Einweihung auf einer Postkarte, im Hintergrund das Linth-Escher-Schulhaus

Die Einweihung des Denkmals fand am Donnerstag, den 26. Oktober 1899, statt. Die Festgemeinde versammelte sich um 10:45 Uhr im Fraumünster, wo der Männerchor «Concordia» ein kurzes Konzert gab. Danach begab man sich unter dem Läuten sämtlicher Glocken der Stadt zum Linth-Escher-Platz. Die «Concordia» sang den Choral Nun danket alle Gott und der Lehrergesangsverein Franz Schuberts Weihegesang («Lichtentsprossne, glanzumflossne, hehre Göttin!»). Walter Bissegger hielt als Vizepräsident des Komitees eine Rede. Um 11:30 Uhr wurde das Denkmal enthüllt. Sodann verlas Bissegger die Schenkungsurkunde an die Stadt. Sekundarschüler des Linth-Escher-Schulhauses sangen Goethes Der du vom Himmel bist, das in Pestalozzis Roman Lienhard und Gertrud zitiert wird. Stadtpräsident Pestalozzi nahm das Denkmal dankend in Empfang. Zum Schluss sangen der Lehrergesangsverein Hans Georg Nägelis Der Lichtschöpfer (nach dem Text von Georg Gessner «Es lag in Nacht und Graus die Erde») und die «Concordia» ebenfalls etwas. Anschliessend wurde in der Tonhalle ein Bankett gegeben. Tafelpräsident war Arnold Geiser. Es sprachen unter anderem Caspar Appenzeller, der Präsident des Komitees, und Johannes Stössel, der Präsident des Zürcher Regierungsrats. Jakob Christoph Heer steuerte ein Gedicht über Pestalozzi bei, das von zwei Schülerinnen der Höheren Töchterschule vorgetragen wurde. Johann Jakob Hardmeyer-Jenny las ein eigenes humoristisches Dialektgedicht über Appenzeller vor. Der kurzfristig verhinderte Bundesrat Adrien Lachenal liess seine Glückwünsche über ein Schreiben mitteilen.

### Jüngste Entwicklungen
Von den Denkmaldebatten um 2020 blieb das Pestalozzi-Denkmal weitgehend verschont, obwohl Pestalozzi nicht unumstritten ist.
Trotz heftigen Protesten wurden im Januar 2025 die Buchsbaumhecken um das Pestalozzi-Denkmal gerodet und durch Zimt- und Hundsrosen, Pfaffenhütchen und Holunder ersetzt.

## Beschreibung

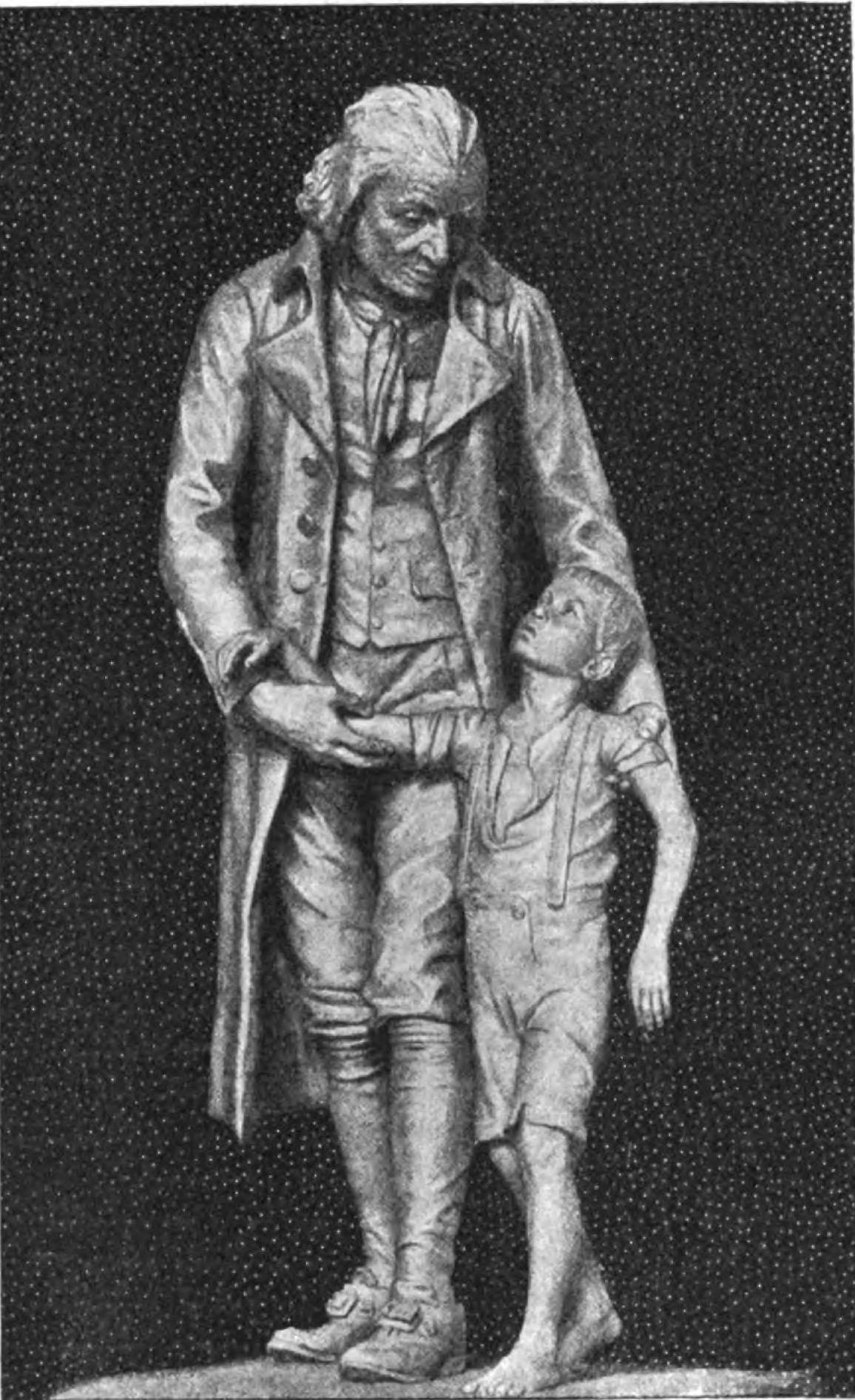
Zeitgenössische Reproduktion des Monuments

Das Denkmal ist insgesamt 6 Meter hoch, die Statue misst 2,40 Meter. Über einem Betonfundament erhebt sich das granitene Postament, auf dessen Mittelkörper die schlichte Inschrift steht: «Joh · Heinrich / Pestalozzi / 1746–1827». Die Bronzeplastik zeigt Pestalozzi, wie er einen ärmlich gekleideten Jungen väterlich und gütig niederblickend bei der Hand nimmt. Das Figurenpaar wurde zur Zeit der Erstellung als «ziviler Tell mit Büblein» und eine Variante zum 1895 eingeweihten Telldenkmal in Altdorf gelesen.
Die Chronik der Stadt Zürich betonte in einer Besprechung insbesondere die Unterschiede zum Yverdoner Pestalozzi-Denkmal:

«Während [in Yverdon] in vortrefflicher Weise des grossen Mannes pädagogische Wirksamkeit zum Ausdruck kommt, betont das Siegwart’sche Denkmal in Zürich in nicht minderer Anschaulichkeit dessen Menschenfreundlichkeit und die erbarmende Liebe, welche Pestalozzis innerstes Wesen ausmachten.»

Die Zürcherische Freitagszeitung beschrieb die Statue folgendermassen:

«Da steht er vor uns, Vater Pestalozzi, liebevoll herabblickend auf ein am Wege aufgelesenes, hungerndes, zerlumptes Nidwaldner Büblein. Schaut in dieses eigentümliche Gesicht; es hat keine Gestalt noch Schöne, aber die Liebe verklärt diese Züge, sie bricht selbst durch das Erz und spielt um den breiten, grossen Mund; der Künstler hat es wirklich verstanden, dies Antlitz zu vergeistigen, wir erkennen den Mann der unermüdlichen, unerschöpflichen Nächstenliebe, den Kinderfreund, wie unsre Seele ihn vor sich sieht.»

Die Zeitgenossen verbanden die dargestellte Szene also offenbar automatisch mit Pestalozzis Aufenthalt in der Nidwaldner Hauptstadt Stans: In den «Schreckenstagen von Nidwalden» im September 1798 waren rund 400 Nidwaldner gefallen, und die Armee der Ersten Französischen Republik hatte viele Gemeinden geplündert und verwüstet. Pestalozzi eröffnete deswegen am 14. Januar 1799 ein Waisenheim in Stans, musste die Stadt am 9. Juni aber wieder verlassen. Sein Scheitern verarbeitete er im «Stanser Brief», einem seiner bedeutendsten pädagogischen Texte. Das Motiv von Pestalozzi und den Waisenkindern in Stans hatten bereits Albert Anker und Konrad Grob in Gemälden verarbeitet.

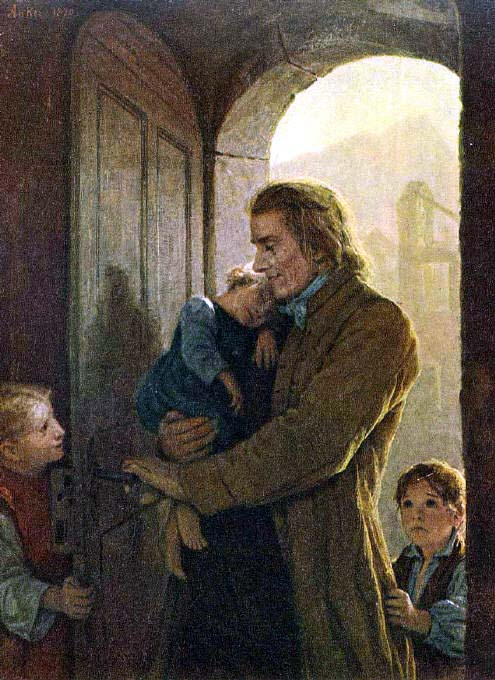
Albert Anker: Heinrich Pestalozzi und die Waisenkinder von Stans, 1870, Kunsthaus Zürich
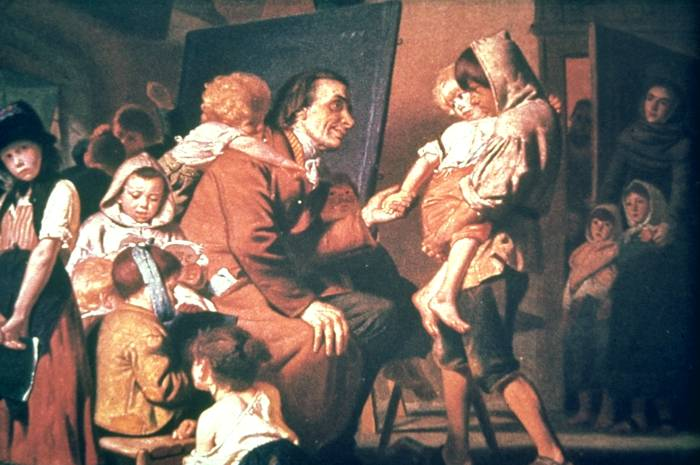
Konrad Grob: Pestalozzi und die Waisenkinder in Stans, 1879, Basel